# Декларация независимости Венесуэлы

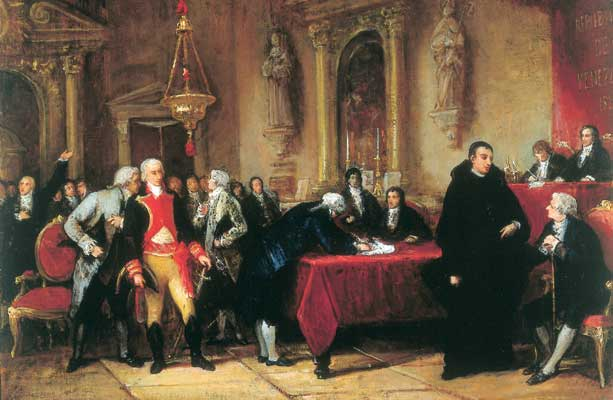
Картина Мартина Товар-и-Товар (1876) изображающая подписание декларации

Декларация независимости Венесуэлы (исп. Acta de la Declaración de Independencia de Venezuela) — декларация, принятая на конгрессе провинций Венесуэлы 5 июля 1811 года, согласно которой венесуэльцы приняли решение отойти от власти испанской короны с целью создания нового независимого государства. Новая республика должна была базироваться на принципах равенства граждан, отказе от цензуры и свободе слова и мысли. Эти принципы были закреплены в первой Конституции страны.
Под Декларацией подписались представители семи из десяти провинций: Баринас, Трухильо, Барселона.
Три других провинции (Маракайбо, Коро и Гуаяна) отказались участвовать в Декларации и остались под властью Испании.
Главными авторами Декларации независимости Венесуэлы были Кристобаль Мендоса и Хуан Эрман Роскио. Она была ратифицирована Конгрессом 7 июля 1811 года.
День подписания Декларации отмечается в Венесуэле как День независимости. Оригинал протокола первого Конгресса Венесуэлы хранится во Дворце парламента, в Каракасе.